# 모블린
모블린(Moblin)은 인텔과 리눅스 재단이 개발한 리눅스에 기반한 오픈 소스 운영 체제이다. 모블린이라는 이름은 모바일 리눅스(Mobile Linux)의 준말이다. MID와 넷북, 임베이드 모바일 기기를 위해 만들어진 운영 체제이다. 인텔의 아톰(Atom) 프로세서를 중심으로 구축되었으며 부팅시간과 전력소비를 최소화하여 MID와 넷북 중심의 운영 체제를 만들고자 하는 것이 목표이다.
한편, 2010년 2월에 열린 모바일 월드 콩그레스(MWC)에서 인텔은 모블린 프로젝트를 노키아의 마에모와 합병하여 미고(Meego)라는 새로운 프로젝트를 진행하기로 하였다.
단, 미고와 함께 타이젠으로 통합하여 운영한다.

## 탑재 기기
- 폭스콘의 넷북
- 에이서의 Aspire One 넷북
- 무어스타운을 채용한 LG전자의 GW990

## 같이 보기
- 미고 (운영 체제)
- 마에모